# Gérald Ayayi
Gérald Ayayi, né le 24 août 2001 à Sainte-Eulalie, est un joueur français de basket-ball évoluant aux postes de meneur et d'arrière.

## Biographie
Frère cadet du basketteur Joël Ayayi et de la basketteuse Valériane Ayayi, il est formé aux JSA Bordeaux après avoir été recalé par les centres de formation de Nancy, Le Mans, Boulazac.
Il rejoint l'équipe Espoirs Pau-Lacq-Orthez en 2019 et participe à ses premiers matchs en Jeep Élite en 2019-2020. Le 4 juillet 2020, il signe son premier contrat professionnel de trois saisons avec l'Élan béarnais. Il remporte son premier trophée avec la Coupe de France 2022.
Le 21 juin 2023, Gérald Ayayi annonce quitter Pau-Lacq-Orthez pour Cholet. À l'issue de la saison 2023-2024 où il réalise des moyennes de 8,8 points à 47%, 3,6 rebonds et 2 passes décisives de moyenne et où Cholet est éliminé en demi-finales des playoffs, il prolonge son contrat jusqu'en 2026 avec le club des Mauges.

## Palmarès
- Coupe de France 2022